# Fate/Grand Order 藤丸立香はわからない
『Fate/Grand Order 藤丸立香はわからない』は、槌田による漫画作品であり、「謎丸」という略称で知られている。
本作はコンピュータゲーム『Fate/Grand Order』のプレイヤーが感じがちな疑問を題材としたギャグ漫画であり、シナリオの内容は第2部に準拠している。
本作は 『TYPE-MOONコミックエース』（KADOKAWA）にて2020年6月1日より連載。当初は全4回の短期集中連載だったが、2020年11月2日より長期連載として再開した。アニメ化も行われ、2022年から2023年にかけてSeason1が、2024年にSeason2が配信・放送された。
本項では、アニメ版についても解説する。登場人物についてはFate/Grand Orderの登場キャラクターを参照。

## アニメ
『Fate/Grand Order 藤丸立香はわからない』のタイトルで、2023年2月4日から7月30日まで「Fate/Grand Order」公式YouTubeチャンネルにて配信された。同名のスピンオフ漫画のアニメ化となる。略称は「謎丸」。　
2022年12月31日に特別番組「Fate Project 大晦日TVスペシャル2022」内でショートアニメとして放送され、2023年2月4日に第1話・第2話が配信された。以降の回は毎週火曜日に配信される。公式Twitter（X）にて12時頃に先行公開された後、17時頃に公式YouTubeチャンネルにて公開される。YouTubeチャンネル版にはエンディングクレジットとオマケパートが追加されている。第29話以降は2023年7月29日・30日に開催されたイベント「Fate/Grand Order Fes. 2023 夏祭り 〜8th Anniversary〜」にて公開され併せて配信された。
2023年12月31日に特別番組「Fate Project 大晦日TVスペシャル2023」内で新作スペシャルとして『Fate/Grand Order 藤丸立香はわからない 〜大忘年おたのしみ会2023〜』が放送された。
2024年8月3日からは「Season2」が配信された。第1話・第2話は同日に開催されたイベント「FGO Expo 〜Fate/Grand Order Fes. 2024 9th Anniversary〜」にて上映され、公式XとYouTubeでも公開された。以降は毎週水曜日に公開され、第24話 - 第26話は2024年12月31日に特別番組「Fate Project 大晦日TVスペシャル2024」内にて放送された。
2025年8月2日からは「Season3」が配信された。第1話・第2話は同日に開催されたイベント「Fate/Grand Order Fes. 2025 〜10th Anniversary〜」にて上映され、公式XとYouTubeでも公開された。以降は毎週水曜日に公開予定。

### スタッフ
|                                                    | 第1期                                                         | 第2期                                                         | 第3期                                                         |
| -------------------------------------------------- | ------------------------------------------------------------- | ------------------------------------------------------------- | ------------------------------------------------------------- |
| 原作                                               | TYPE-MOON                                                     | TYPE-MOON                                                     | TYPE-MOON                                                     |
| 原案・監督・キャラクターデザイン・脚本・演出・編集 | 槌田                                                          | 槌田                                                          | 槌田                                                          |
| 撮影                                               | 槌田                                                          | 長谷川海知                                                    | 長谷川海知                                                    |
| 制作進行                                           | 石川琳央                                                      | 石川琳央 宇田川大斗                                           | 中林紗慧 宇田川大斗                                           |
| タイトルロゴデザイン                               | togu design                                                   | togu design                                                   | togu design                                                   |
| 音楽                                               | 毛蟹（LIVE LAB.）、Iruma Rioka（LIVE LAB.）、Pan（LIVE LAB.） | 毛蟹（LIVE LAB.）、Iruma Rioka（LIVE LAB.）、Pan（LIVE LAB.） | 毛蟹（LIVE LAB.）、Iruma Rioka（LIVE LAB.）、Pan（LIVE LAB.） |
| 音楽制作協力                                       | 芳賀敬太（TYPE-MOON）、福本兆（LIVE LAB.）                    | 芳賀敬太（TYPE-MOON）、福本兆（LIVE LAB.）                    | 芳賀敬太（TYPE-MOON）、福本兆（LIVE LAB.）                    |
| 音楽制作                                           | アニプレックス                                                | アニプレックス                                                | アニプレックス                                                |
| 音楽プロデューサー                                 | 山内真治                                                      | 山内真治                                                      | 山内真治                                                      |
| 音楽ディレクター                                   | 西田圭稀                                                      | 西田圭稀                                                      | 西田圭稀                                                      |
| 録音演出                                           | 渡辺悠介                                                      | 渡辺悠介                                                      | 渡辺悠介                                                      |
| 音響効果                                           | 野崎博樹（ちゅらサウンド）、小林亜依里（ちゅらサウンド）      | 野崎博樹（ちゅらサウンド）、小林亜依里（ちゅらサウンド）      | 野崎博樹（ちゅらサウンド）、小林亜依里（ちゅらサウンド）      |
| 録音                                               | 光山利央                                                      | 光山利央                                                      | 光山利央                                                      |
| 録音                                               | 服部稜                                                        | N/A                                                           | 熊谷実結                                                      |
| 録音助手                                           | 山田理紗子                                                    | 柳川比苗                                                      | 柳川比苗                                                      |
| 音響制作                                           | INSPION エッジ                                                | INSPION エッジ                                                | INSPION エッジ                                                |
| 音響制作担当                                       | 高橋玲子                                                      | 五十嵐健人                                                    | 五十嵐健人 増きらら                                           |
| 録音スタジオ                                       | スリーエススタジオ                                            | スリーエススタジオ                                            | スリーエススタジオ                                            |
| プロデューサー                                     | 片岡裕貴                                                      | N/A                                                           | N/A                                                           |
| プロデューサー                                     | 高階誠                                                        |                                                               |                                                               |
| アニメーションプロデューサー                       | 山根万菜実                                                    | 山根万菜実                                                    | 谷洋一郎                                                      |
| アニメーションプロデューサー補                     | 輿水希美佳                                                    | N/A                                                           | 下山葵                                                        |
| アニメーション制作協力                             | N/A                                                           | 谷洋一郎                                                      | N/A                                                           |
| 企画協力                                           | 月岡祐人（KADOKAWA）                                          | 月岡祐人（KADOKAWA）                                          | 月岡祐人（KADOKAWA）                                          |
| 企画協力                                           | 山本真由子（KADOKAWA）                                        | 山本真由子（KADOKAWA）                                        | 西田もも（KADOKAWA）                                          |
| アニメーション製作                                 | DLE                                                           | DLE                                                           | DLE                                                           |
| 製作                                               | FGO PROJECT（アニプレックス、ノーツ、ラセングル）             | FGO PROJECT（アニプレックス、ノーツ、ラセングル）             | FGO PROJECT（アニプレックス、ノーツ、ラセングル）             |
| ミステリーコンサルタント                           | 円居挽（大忘年おたのしみ会2023）                              | N/A                                                           | N/A                                                           |

### 主題歌
ビッグバン☆ソング
謎のアイドルX〔オルタ〕（川澄綾子）、ネロ・クラウディウス（丹下桜）、エリザベート・バートリー（大久保瑠美）による『大忘年おたのしみ会2023』エンディングテーマ。作詞は毛蟹（LIVE LAB.）、作曲・編曲はIruma Rioka（LIVE LAB.）。
ビッグバン☆ソング（アルトリア連合ver.）
アルトリア連合（川澄綾子）による『おたのしみ会の大トリは…』エンディングテーマ。作詞は毛蟹（LIVE LAB.）、作曲はIruma Rioka（LIVE LAB.）、編曲は木村孝明。
極!みゅうじかる新陰流
柳生但馬守宗矩（山路和弘）、宝蔵院胤舜（浪川大輔）による『新たな剣術のスタイルは…』劇中歌。作詞は槌田、作曲・編曲はIruma Rioka（LIVE LAB.）。

### 各話リスト
| 話数                   | サブタイトル                | 配信日時        |
| ---------------------- | --------------------------- | --------------- |
| 年末スペシャル2022     | 年末スペシャル2022          | 2022年 12月31日 |
| 第1話                  | 急な眠気の理由は…           | 2023年 2月4日   |
| 第2話                  | 叡智の結晶の材質は…         | 2023年 2月4日   |
| 第3話                  | キミの好みは…               | 2月7日          |
| 第4話                  | お米の食べ方は…             | 2月14日         |
| 第5話                  | 全体攻撃の代償は…           | 2月21日         |
| 第6話                  | 倉庫整理の方法は…           | 2月28日         |
| 第7話                  | 箱の中身は…                 | 3月7日          |
| 第8話                  | 切れないものは…             | 3月14日         |
| 第9話                  | 一番言いたいことは…         | 3月21日         |
| 第10話                 | フォウくんの正体は…         | 3月26日         |
| 第11話                 | キャプテンの頭の中は…       | 3月28日         |
| 第12話                 | レポート作成に大事なことは… | 4月4日          |
| 第13話                 | 呪腕の真価は…               | 4月11日         |
| 第14話                 | 艦の強化に必要なのは…       | 4月18日         |
| 第15話                 | 金羊毛皮を超えるものは…     | 4月25日         |
| 第16話                 | 最適な礼装は…               | 5月2日          |
| 第17話                 | キミのあだ名は…             | 5月9日          |
| 第18話                 | 視線の先にあるものは…       | 5月16日         |
| 第19話                 | 夢の中の出来事は…           | 5月23日         |
| 第20話                 | 非常事態にやるべきことは…   | 5月30日         |
| 第21話                 | 感染予防の対策は…           | 6月6日          |
| 第22話                 | 心変わりの理由は…           | 6月13日         |
| 第23話                 | アガートラムの実力は…       | 6月20日         |
| 第24話                 | 絡繰の不調原因は…           | 6月27日         |
| 第25話                 | 正しい令呪の使い方は…       | 7月4日          |
| 第26話                 | オレの後輩は…               | 7月11日         |
| 第27話                 | 隠れてしまう気持ちは…       | 7月18日         |
| 第28話                 | 伝えたい思いは…             | 7月25日         |
| 第29話                 | 悪属性の真髄は…             | 7月29日         |
| 第30話                 | 夏の思い出は…               | 7月29日         |
| 第31話                 | ジェットスキーの乗り方は…   | 7月30日         |
| 第32話                 | 事件の真相は…               | 7月30日         |
| 第33話                 | 聖杯に願うことは…           | 7月30日         |
| 大忘年おたのしみ会2023 | 大忘年おたのしみ会2023      | 12月31日        |

| 話数   | サブタイトル                  | 配信日時      |
| ------ | ----------------------------- | ------------- |
| 第1話  | お茶の大量消費法は…           | 2024年 8月3日 |
| 第2話  | オフの日の過ごし方は…         | 2024年 8月3日 |
| 第3話  | 好きな理由は…                 | 8月7日        |
| 第4話  | 真の堕落は…                   | 8月14日       |
| 第5話  | アンガーマネジメントは…       | 8月21日       |
| 第6話  | 犬とのふれあい方は…           | 8月28日       |
| 第7話  | 落ち着くマイルームは…         | 9月4日        |
| 第8話  | 葉っぱの贈り主は…             | 9月11日       |
| 第9話  | 馬のゆくえは…                 | 9月18日       |
| 第10話 | 埼玉から出る方法は…           | 9月25日       |
| 第11話 | 招かれざる客は…               | 10月2日       |
| 第12話 | ローランの弱点は…             | 10月9日       |
| 第13話 | 野外で役立つスキルは…         | 10月16日      |
| 第14話 | 魔導書の代用品は…             | 10月23日      |
| 第15話 | 子供たちとの接し方は…         | 10月30日      |
| 第16話 | 刀匠は…                       | 11月6日       |
| 第17話 | お宝を盗んだ犯人は…           | 11月13日      |
| 第18話 | インスピレーションの源は…     | 11月20日      |
| 第19話 | 世界を脅かすものは…           | 11月27日      |
| 第20話 | 戦闘前にやるべきことは…       | 12月4日       |
| 第21話 | 適切なトレーニングメニューは… | 12月11日      |
| 第22話 | 修羅場でたよりになる人は…     | 12月18日      |
| 第23話 | 新しいサンタ像は…             | 12月25日      |
| 第24話 | 子供のための出し物は…         | 12月31日      |
| 第25話 | 新たな剣術のスタイルは…       | 12月31日      |
| 第26話 | おたのしみ会の大トリは…       | 12月31日      |
| 第27話 | その布の色は…                 | 未放送        |
| 第28話 | 前任者の思い出は…             | 未放送        |

| 話数  | サブタイトル        | 配信日時      |
| ----- | ------------------- | ------------- |
| 第1話 | 蔵を圧迫する人は…   | 2025年 8月2日 |
| 第2話 | 移動中の楽しみは…   | 2025年 8月2日 |
| 第3話 | 夏にやりたいことは… | 8月6日        |
| 第4話 | ローマの精神は…     | 8月13日       |
| 第5話 | お師匠様の行方は…   | 8月20日       |

### BD / DVD
| 巻      | 発売日        | 収録話                                                                     | 規格品番    | 規格品番    |
| 巻      | 発売日        | 収録話                                                                     | BD          | DVD         |
| ------- | ------------- | -------------------------------------------------------------------------- | ----------- | ----------- |
| Season1 | 2024年3月20日 | 年末スペシャル2022+Season1全33話+年末スペシャル 〜大忘年おたのしみ会2023〜 | ANZX16441/3 | ANZB16441/3 |
| Season2 | 2025年3月19日 | Season2全26話+未放送全2話                                                  | ANZX17461/3 | ANZB17461/3 |

### 評価
「インサイド」の臥待弦は、シーズン1第15話について、コミカルな世界観でメディアを演じる田中敦子がみられる貴重な回だと評している。